# Greedo
Greedo es un personaje ficticio de Star Wars. Fue un cazarrecompensas de poca monta perteneciente a la  especie Rodiano, que servía a Jabba el Hutt. Este personaje tuvo una carrera larga y se volvió bastante famoso en el planeta Tatooine. Hasta que un día Jabba le envió a buscar a Han Solo en la Cantina de Mos Eisley. Aquí tras una confrontación verbal, Han Solo le disparó a Greedo una sola vez, y así acabó con su criminal vida.
También Greedo era uno de los amigos de Anakin Skywalker en su infancia, pero se pelearon al salir de La carrera de vainas (Podracer) porque Greedo dijo que Anakin Skywalker había hecho trampas.
Pqweeduk, así se llamaba su hermano pequeño, vivieron juntos hasta que el imperio mató a su familia, Greedo escapó y se unió a Jabba el hutt.
El señor del crimen estaba ansioso por reclutar cazadores rodianos, ya que eran temerarios, trabajaban con una paga mínima y servían como grandes aperitivos para el Rancor si era que faltaban a sus favores. Trabajar para Jabba sería una perfecta manera para que Greedo incrementara su estatus y su poder como cazarrecompensas. Cuando Jabba premió a Greedo con la exclusividad de hacer que Han Solo pagara viejas deudas, el rodiano vio La Galaxia en sus manos, ya que el corelliano era un premio muy alto. 
Greedo esperó por Solo en la cantina de Chalmun. El rodiano se sintió temeroso y perturbado por la presencia de un anciano que había usado un sable láser contra un aqualish y un humano. Entonces Chewbacca, que acompañaba al corelliano, escoltó al anciano y a su joven acompañante hacia la mesa donde Solo se encontraba. Greedo se sintió más nervioso. Dos Stormtroopers caminaban inspeccionando la cantina, y cuando se fueron Greedo notó que Solo y Chewbacca se encontraban a solas. Luego el wookiee se levantó de su asiento y se fue. 
Caminando hacia donde se encontraba Solo, con su blaster en la mano, el rodiano demandó los créditos que Han le debía a Jabba. Si él pudiera obtener los créditos de Solo, y luego matarlo, la paga por el botín sería doble. Seguro de sí mismo, el rodiano mantuvo su blaster apuntando a Solo, quien se vio totalmente despreocupado. La actitud del corelliano perturbó a Greedo, pero antes de que pudiera tratar con Solo, éste le disparó con su blaster debajo de la mesa matando a Greedo.

Fue entonces cuando Wuher, quien atendía la cantina, tuvo una idea un tanto extraña. Llevó el cuerpo de Greedo debajo de la cantina donde su nuevo androide, C2-R4, usó la sangre aún fresca del rodiano en una de sus invenciones. El resultante licor fue la más poderosamente embriagante bebida que Wuher había bebido. Estaba seguro de que Jabba el hutt pagaría buen precio por la bebida.

Sección duplicada

## Curiosidades
- En la edición original del episodio IV, mientras Greedo está con Han Solo, el contrabandista y general de la Alianza Rebelde disparó primero. En la edición de 1997, es Greedo quien dispara primero. En 2004, Greedo dispara casi al mismo tiempo que Han Solo. En la reedición de 2011, se eliminaron diez cuadros, siendo el disparo más rápido que la versión original.
- Como la mayoría de los elementos que conforman Star Wars, los idiomas están basados en lenguajes existentes de la Tierra. El idioma de Greedo es sacado del antiguo idioma quechua, que aún se habla ampliamente en Perú, Bolivia y el norte de Argentina.

## La Guerra de los Clones
Greedo durante su juventud es contratado por la Federación de Comercio para secuestrar a las hijas del presidente Papanodia del planeta Pantora. El presidente descubrió que él había secuestrado a sus hijas después de analizar una muestra de sangre que el cazarrecompensas había dejado en la escena del crimen.